# Spears of Heaven
Spears of Heaven – jedenasty album studyjny polskiej grupy muzycznej Graveland. Wydawnictwo ukazało się 9 kwietnia 2009 roku nakładem wytwórni muzycznej No Colours Records. Nagrania zostały zarejestrowane w Eastclan Forge Studio w 2008 roku. W 2009 roku album został wznowiony przez firmę Werewolf Promotion, która wydała Spears of Heaven na płycie gramofonowej w limitowanym do 500 egzemplarzy nakładzie. W 2010 roku wytwórnia No Colours Records ponownie wydała album na dwóch płytach winylowych z dodatkowym utworem "Cold Winter Blades". 

## Lista utworów
Opracowano na podstawie materiału źródłowego.
Muzyka i słowa: Rob Darken.
1. "Spears of Heaven" - 08:20
2. "Walls of the Red Temple" - 07:50
3. "Flame of Doom" - 07:38
4. "Braid of a Pride Valkyria" - 06:48
5. "When Valkyries Come" - 05:49
6. "Sun Wind" - 07:24
7. "Return to the Northern Carpathian" - 10:44

## Twórcy
Opracowano na podstawie materiału źródłowego.
- Rob Darken - śpiew, gitara, gitara basowa, instrumenty klawiszowe, perkusja, inżynieria dźwięku, miksowanie, okładka, oprawa graficzna
- Atlantean Monumental Choir - partie chóru
- Ancient Valkyrian Choir - partie chóru
- Eelco Duppen - okładka
- Wodansson - oprawa graficzna
- Berkano14 - zdjęcia